# علي دايا
أبو الحسن علي بن عبيد الله صادق (الفارسية: ابوالحسن علی بن عبیدالله صادق) المعروف بعلي دايا، كان قائدًا طاجيكيًا خدم في عهد الحكام الغزنويين الأوائل، لكنه فقد حظوته فيما بعد وأُعدم.

## السيرة
ذُكر علي دايا لأول مرة في عام 1030، عندما توفي السلطان الغزنوي محمود وخلفه ابنه محمد. ومع ذلك، فإن غالبية القوات الغزنوية، والتي كانت تضم علي دايا، تمردت مرة أخرى على محمد، وانضمت إلى شقيق الأخير الأكثر خبرة مسعود الأول الذي كان في نيسابور. انتصر مسعود في النهاية وكافأ وزير مسعود أحمد الميمندي علي دايا بصفته القائد الأعلى (أسفهسلار) للجيش الغزنوي في خراسان، وبذلك خلف القلئد التركي المشين أستيتيجين. وبعد فترة وجيزة، أُرسل علي دايا بجيش قوامه 4000 جندي ضد الأتراك السلاجقة. في عام 1035، خلفه رفيقه بجتغدي في منصب القائد الأعلى لخراسان.
وكان علي دايا حاضرًا في وقت لاحق في معركة دندناقان في عام 1040، حيث عانى الغزنويون من هزيمة كارثية. مسعود، الذي ألقى اللوم على علي دايا ورفاقه في الهزيمة الكارثية التي لحقت بالغزنويين، سجنهم ثم أعدمهم بعد فترة وجيزة في الهند. ومن المعروف أن الشاعر الفارسي منجهري قد ألف قصيدة غنائية لعلي دايا.